# Cycloramphus asper
Cycloramphus asper és una espècie de granota que viu al Brasil.